# Cápac Raymi

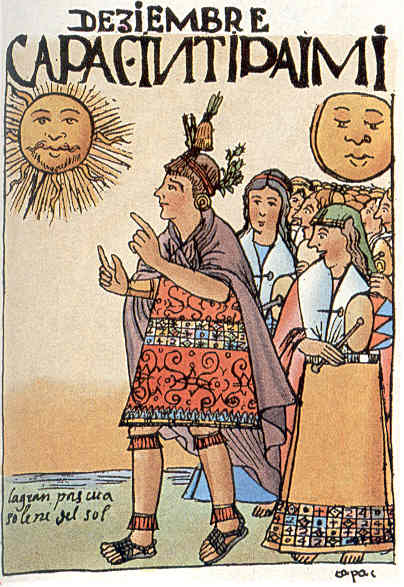
Celebración del Kapak Inti Raymi, según Guaman Poma.

El Cápac Inti Raymi (en ortografía quechua: Qhapaq Inti Raymi) es una fiesta religiosa incaica en honor al Sol que se lleva a cabo en el mes de diciembre, antes se realizaban sacrificios de animales, se bebe chicha de jora, se masca coca y se baila. Corresponde al duodécimo mes del calendario inca.

## Festividades incas
En este día se reunían las cenizas de los sacrificios y las arrojaban a los ríos para que estos las llevasen al mar, a Viracocha, como el retorno de todo a su autor. Coincide su fecha con el solsticio de invierno boreal y de verano austral, celebrado en todo el mundo; festividad que el mundo católico maneja como el nacimiento de Cristo o la Navidad.
Dada su solemnidad civil y religiosa, no se permitía a los forasteros permanecer en el Cusco mientras se desarrollaban sus ceremonias; y, según su procedencia, se les instalaba fuera de la ciudad, a lo largo de los caminos que salían de ella hacia los cuatro suyus. Cada uno de los orejones llevaba al Coricancha aquellos hijos quienes iban a ser iniciados. Sacaban, entonces, a la plaza del templo las imágenes del Sol y los cuerpos embalsamados de los incas, para beber con ellos como si estuvieran vivos.
Luego, tenía lugar el Huarachico y en el curso de aquel mes eran sacrificadas 100 llamas cuyos cuerpos eran quemados con leña de quinua, labrada y olorosa.
En la crónica de Guaman Poma de Ayala, en el capítulo sobre los meses del año, dice:

DEZIENBRE, Capac Ynti Raymi [festejo del señor sol]:

Que en este mes hacía la gran fiesta y pascua solene del sol, que, como dicho es, que de todo el cielo de las planetas y estrellas y cuanto ay, es rrey el sol y ací capac; capac  quiere dezir rrey, ynti, sol, raymi, gran pascua, más que Ynti Raymi. Y ací emos dicho de Coya Raymi, de la fiesta y pascua de la luna, Quilla.
Que en este mes hacía grandes sacrificios al sol, mucho oro y mucha plata y baxillas. Que entierran quinientos niños enosentes y niñas; lo entierra parado bibo con sus baxillas de oro y de plata y mucho mollo [concha]  y ganados.
Y después del sacrificio hazían grande fiesta; comían y beuían a la costa del sol y dansauan taquies [danza ceremonial] y grandemente de ueuer en la plasa pública del Cuzco y en todo el rreyno.
Y ancí los borrachos mueren, luego los manda matar, luego en rreuesando, en bolbiendo la cara a la muger a rreñille o el quien rriñe o que hable cosa mala o murmuria. Éstos les manda matar y dize: “Astaya! Ayzay hapllaconata, yscay soncota!” [“¡Malhora! ¡Llévatelo pues! ¡Arrastra a los iracundos, a los traidores!”] Allí le acauaua. Aunque ueua, a de callar y dormir cin pecar cosa; sauíen algo, luego le mataua.

Y ancí en aquel tienpo no abía borrachos como agora; agora lo perdona, deciendo que fue borracho al matador. Y ací rrecrese tanto borrachera y daño y no ciruen a Dios; antes cae en más ofensa y no se rremedia, es a culpa de la justicia. Al que rriñe o pelea, estando borracho, cincuenta asotes luego y tresquilado y al que mató, a horcalle luego; es buena justicia.